# Электронная торговая площадка Газпромбанка
Электронная торговая площадка Газпромбанка (ЭТП ГПБ) — оператор электронных торгов, дочернее предприятие Газпромбанка. Основные направления деятельности — проведение торговых процедур для субъектов 223-ФЗ и коммерческих заказчиков.
Для участия в торгах на ЭТП ГПБ необходимо иметь квалифицированную электронно-цифровую подпись, выданную в аккредитованном Удостоверяющем центре, имеющем криптографическую лицензию ФСБ.

## История
ЭТП ГПБ была создана в 2012 г. как межотраслевая торговая площадка для проведения закупочных процедур предприятий Группы «Газпром» и корпоративных клиентов Газпромбанка. Первые закупочные процедуры были размещены на ЭТП ГПБ в августе 2012 г. На ЭТП ГПБ работают две секции: для закупок предприятий Группы «Газпром» и общая корпоративная секция. В 2013 г. на базе системы управления нормативно-справочной информацией (НСИ) реализован интернет-магазин малых закупок. В 2016 г. компанией запущена аналитическая система TradeInspect — агрегатор открытых данных электронных торговых площадок. Тогда же ЭТП ГПБ объявила о запуске совместного проекта с Национальным рейтинговым агентством, посвященного систематизации оценки закупочной деятельности при помощи специализированных индексов на базе агрегатора открытых данных TradeInspect.

## Руководство и собственники
ЭТП ГПБ входит в группу АО «Газпромбанк». С мая 2015 г. Генеральным директором ЭТП ГПБ является Михаил Константинов.

## Деятельность
Экспертов ЭТП ГПБ активно приглашают организаторы дискуссий в прессе, совещаний и конференций, чтобы они высказали свое мнение по улучшению процедур электронных торгов.
В 2015 г. ЭТП ГПБ и Alibaba.com подписали меморандум об организации торгово-закупочных процедур в Азиатско-Тихоокеанском регионе (АТР). Для этого планируется создание специальной системы, которая оптимизирует процесс подбора оптовых поставщиков для российских предпринимателей.
С 2017 г. в аналитической системе TradeInspect публикуются индексы рынка электронных торговых площадок с объёмом торгов более 100 млрд руб. в год, методика расчета которых разработана для ЭТП ГПБ Национальным рейтинговым агентством.
Совместно с Корпоративным институтом Газпрома экспертами ЭТП ГПБ организован обучающий курс для подготовки специалистов в области закупок по 223-ФЗ. В апреле 2017 г. ЭТП ГПБ и ФИЦ ИУ РАН подписали соглашение о сотрудничестве по созданию современного инновационного комплекса услуг для мониторинга, анализа и прогнозирования рынка.. В мае 2017 г. ЭТП ГПБ выступила модератором дискуссионной сессии «Банковское сопровождение по 44-ФЗ и 223-ФЗ: опыт, проблемы и тенденции 2017 года» на Петербургском международном юридическом форуме (ПМЮФ). Трансляция дискуссионной сессии велась в прямом эфире на сайте ПМЮФ.
В июне 2017 г. на Петербургском международном экономическом форуме подписано Дополнительное соглашение к Договору о сотрудничестве между Минпромторгом и Газпромбанком, посвященное созданию Государственной информационной системы промышленности (ГИСП). Электронная торговая площадка Газпромбанка встраивается в систему первой в качестве эталонного ресурса.

## Показатели деятельности
Согласно докладам Минэкономразвития, с 2014 г. ЭТП ГПБ стабильно входит в ТОП-3 электронных площадок, где ведутся закупки по Федеральному закону Российской Федерации от 20 июля 2011 года № 223-ФЗ.